# Třída Šimodži
Třída Šimodži je třída hlídkových lodí japonské pobřežní stráže. Mezi jejich úkoly patří ochrana výhradní námořní ekonomické zóny země a ochrana rybolovu. Celkem bylo postaveno deset jednotek této třídy.

## Stavba

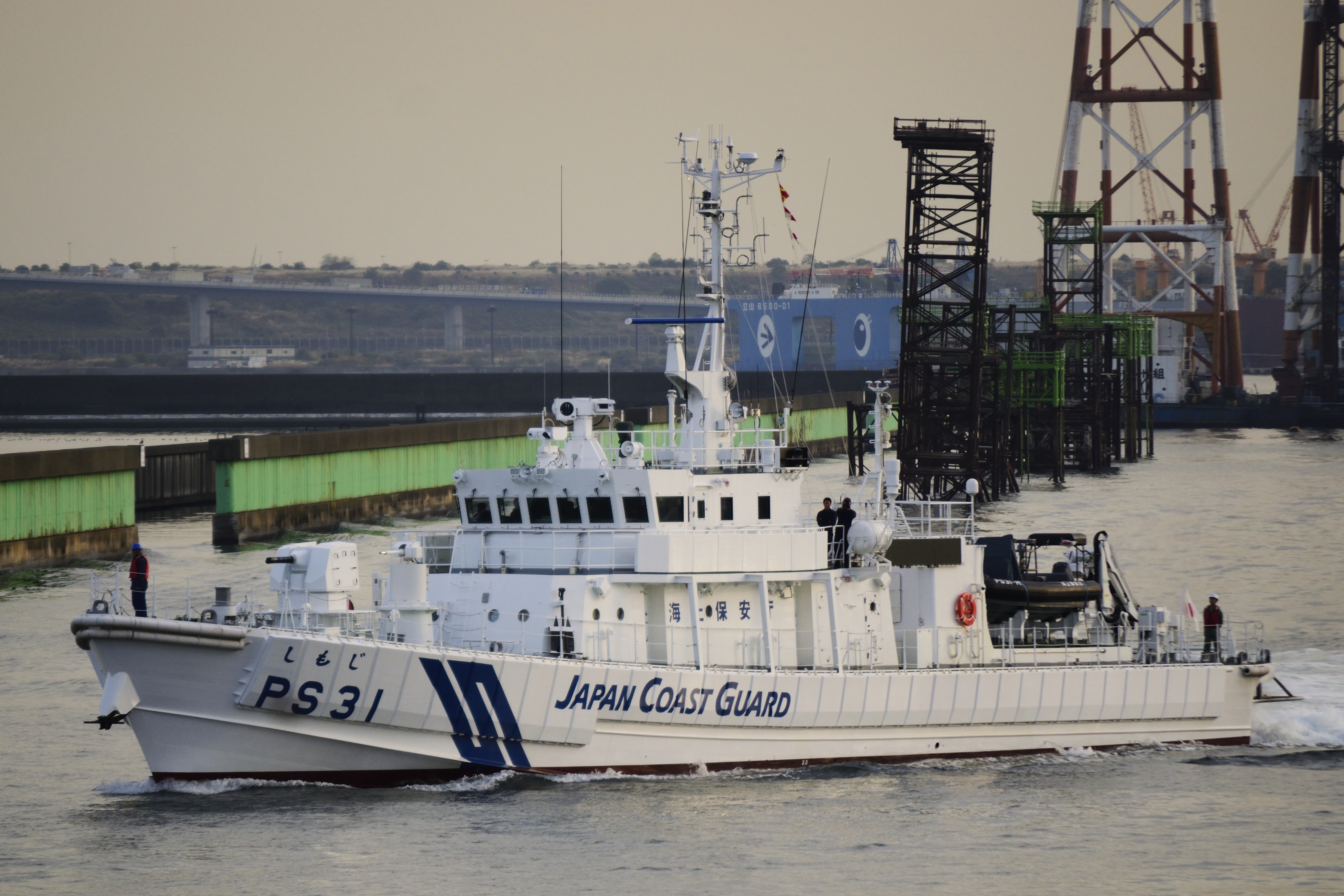
Šimodži (PS-31)

Na stavbě se podílely japonská loděnice Sumidagawa v Tokio a Niigata v Niigata. 
Jednotky třídy Šimodži:
| Jméno            | Loděnice   | Založení kýlu   | Spuštěna          | Vstup do služby    | Status  |
| ---------------- | ---------- | --------------- | ----------------- | ------------------ | ------- |
| Šimodži (PS-31)  | Sumidagawa | 16. března 2015 | 9. března 2016    | 30. listopadu 2016 | aktivní |
| Kurima (PS-32)   | Sumidagawa | 16. března 2015 | 25. března 2016   | 28. února 2017     | aktivní |
| Ógami (PS-33)    | Niigata    | 20. března 2015 | 23. března 2016   | 27. února 2017     | aktivní |
| Šigira (PS-34)   | Sumidagawa | 28. března 2016 | 13. března 2017   | 15. listopadu 2017 | aktivní |
| Tomori (PS-35)   | Niigata    | 23. března 2016 | 3. března 2017    | 28. února 2018     | aktivní |
| Toguči (PS-36)   | Niigata    | 23. března 2016 | 30. června 2017   | 28. února 2018     | aktivní |
| Hisamacu (PS-37) | Niigata    | 22. března 2017 | 25. prosince 2017 | 30. listopadu 2018 | aktivní |
| Nagajama (PS-38) | Niigata    | 22. března 2017 | 18. března 2018   | 22. února 2019     | aktivní |
| Maehama (PS-39)  | Niigata    | 22. března 2017 | 19. března 2018   | 22. února 2019     | aktivní |
| Mikazuki (PS-40) | Sumidagawa |                 | 7. dubna 2020     | 16. února 2021     | aktivní |
| Kamui (PS-41)    | Niigata    |                 | červenec 2023     | 22. února 2024     | aktivní |

## Konstrukce
Plavidla jsou vyzbrojena jedním rotačním 20mm kanónem JM61-RFS Sea Vulcan na přídi. Dále jsou vybavena rychlými člun RHIB. Prvních devět plavidel pohánějí dva diesely Niigata (pozdější IHI) 16V20FX, každý o výkonu 5000 hp, pohánějící dvojici vodních trysek. Nejvyšší rychlost dosahuje 25 uzlů.